# Tente (Unternehmen)
Tente (Eigenschreibweise TENTE) ist ein deutscher Hersteller von Rädern und Rollen für verschiedene Anwendungsbereiche, darunter Medizintechnik, Industrie, Schwerlasttransport, Intralogistik und die Möbelbranche. Das Unternehmen wurde 1996 erstmals als sogenannter Hidden Champion bezeichnet und wird weiterhin in diesem Zusammenhang genannt. Zur Unternehmensgruppe gehören unter anderem die Tente International GmbH mit Sitz in Köln und die Tente-Rollen GmbH mit Sitz in Wermelskirchen.
Das Unternehmen ist nach dem Wermelskirchener Ortsteil Tente (Nordrhein-Westfalen) benannt, in dem es gegründet wurde.

## Geschichte

### Gründung und Entwicklung bis 1970
Adolf Schulte gründete 1923 die Tente-Rollen GmbH als Vertriebsgesellschaft. Zum Sortiment gehörten unter anderem Grauguss-Rollen, Klavierrollen, Möbel- und Schiebetürrollen sowie Laufschienen und Beschläge. Zehn Jahre später begann die eigene Produktion in der Garage. Seit 1954 präsentierte Tente, unter dem Firmenlogo mit einem römischen Streitwagen, auf nationalen und internationalen Messen eine Produktpalette, die in den ersten Wirtschaftswunderjahren kontinuierlich wuchs. Auch das Unternehmen selbst wurde größer und Mitte der 1950er Jahre waren bereits 300 Mitarbeiter für den Betrieb tätig. 1959 wurden neue Produktions- und Verwaltungsgebäude in Tente-Herrlinghausen bezogen.

### Entwicklung 1971 bis 1999
Tente Südafrika war die erste Niederlassung von Tente; sie wurde 1971 zusammen mit der Protea Holding Group in Südafrika gegründet. 1973 wurde die Tente-Rollen GmbH vergrößert und ein zweites Hochregallager in Betrieb genommen. Tente USA wurde 1079 in Hebron, Kentucky, gegründet. Sie entwickelt und produziert Rollen und Räder speziell für den US-Markt.
1983 schied Raymond Schulte als geschäftsführender Gesellschafter aus, und Dietrich Fricke, welcher bereits seit 1958 Geschäftsführer bei Tente in Wermelskirchen war, übernahm die Anteile des Gesellschafters. Einige Jahre später übernahm Tente den Mitbewerber Hufa-Rollen und wurde hierdurch in England, Frankreich, Irland, Belgien und in den Niederlanden stärker präsent. Einige dieser Gesellschaften zählten schon vorher zu den Tente-Vertretungen.
Seit 1997 gehört die tschechische Tochtergesellschaft zum Tente-Unternehmen und ist außerdem für die Slowakei zuständig. 1998 gründete Tente die Tochtergesellschaft Tente Spanien in Barcelona, die auch den portugiesischen Markt bearbeitet. Im gleichen Jahr wurden die Erweiterung der Fabrikation und des Verwaltungsgebäudes abgeschlossen und das dritte, voll computergesteuerte Hochregallager gebaut.

### Entwicklung 2000 bis 2025
Im Jahr 2000 wurde Bruandet, ein Hersteller von Stuhl- und Möbelrollen, übernommen. Seit 2002 gibt es eine Tochtergesellschaft in Schweden, im selben Jahr wurden in Deutschland die Niederlassung Nord mit Sitz in Bönen und die Niederlassung Süd in Nersingen gegründet. Im Geschäftsjahr 2003 wurde Tente Polyurethane Parts S.A.S. in Macon, Frankreich, gegründet.
2005 gründete Tente ein Produktionswerk und Vertriebsstandort in Suzhou, China. In den darauffolgenden zwei Jahren entstanden weitere Tochtergesellschaften in Ungarn, Finnland, Kanada, Norwegen und Japan. 2007 gründete die Tente-Rollen GmbH eine Tochtergesellschaft in Poznań, Polen, die 2013 zu einer Tochtergesellschaft der Tente International GmbH wurde. 2008 wurde die auf das Herstellen von Schwerlastrollen und -rädern spezialisierte Tente Schwerlasttechnik GmbH gegründet. Im selben Jahr wurde die Vertretung in Dänemark, welche seit 1961 zu den Tente-Vertretungen zählte, zu einer Tochtergesellschaft. In den darauffolgenden zwei Jahren gründete Tente weitere Tochtergesellschaften in Italien, Lettland, Russland, Australien und in der Schweiz. Zwei weitere Tochtergesellschaften wurden 2013 in Belarus und in der Ukraine gegründet. 2017 wurde der kanadische Rollenhersteller Bestway Caster & Wheels durch Tente übernommen.
2024 wurde die Akquisition des kanadischen Rollenherstellers Darcor Limited bekannt gegeben.
Die jüngste Strukturveränderung betrifft die Gründung der Tente Räder und Rollen GmbH mit Wirkung zum 1. April 2025. Das Unternehmen übernimmt den Vertrieb für Deutschland und Österreich, während die Tente-Rollen GmbH weiterhin als Produktionsgesellschaft fungiert.
Mit Wirkung zum 1. Mai 2025 schied Peter Fricke aus der Geschäftsführung der Tente International GmbH aus. Seine Nachfolge traten André Distel (CEO) und Thomas Demmerling (CFO) an.
Tente ist Weltmarktführer für zentralfeststellbare Bettenrollen.

## Unternehmensstruktur
Die Tente-Gruppe verfügt über eine international aufgestellte Unternehmensstruktur. Mit neun Produktionsstandorten und insgesamt 32 Tochtergesellschaften ist das Unternehmen weltweit präsent. Tente beschäftigt rund 1.500 Mitarbeiter, davon etwa 550 am größten Standort in Wermelskirchen, wo auch die Tente-Rollen GmbH ihren Sitz hat.
Die weltweiten Aktivitäten werden von der Tente International GmbH koordiniert, die als Holdinggesellschaft in Köln ansässig ist.

## Belege
1. 1 2   Bundesanzeiger: Konzernabschluss zum Geschäftsjahr vom 01.01.2022 bis zum 31.12.2022, abgerufen am 11. Januar 2025.
2. 1 2  Nick Deutz: Tente-Rollen in Wermelskirchen: Der heimliche Weltmarktführer. 14. Februar 2022, abgerufen am 11. April 2025.
3. ↑  Hermann Simon, Hermann Simon: Die heimlichen Gewinner: die Erfolgsstrategien unbekannter Weltmarktführer = (Hidden champions). Campus-Verl, Frankfurt/Main New York 1996, ISBN 978-3-593-35460-6 (dnb.de [abgerufen am 11. April 2025]).
4. ↑  Nick Deutz: Tente-Rollen in Wermelskirchen: Der heimliche Weltmarktführer. 14. Februar 2022, abgerufen am 11. April 2025.
5. ↑  TENTE-ROLLEN GMBH in Wermelskirchen - Hidden Champions. Abgerufen am 11. April 2025.
6. ↑  Prof. Dr. Jörn Block, Dr. Alexandra Moritz, Lena Benz, Matthias Johann: Hidden Champions in Nordrhein-Westfalen. In: www.wirtschaft.nrw. Ministerium für Wirtschaft, Innovation, Digitalisierung und Energie des Landes Nordrhein-Westfalen, September 2021, abgerufen am 4. April 2025.
7. ↑  Handelsregisterauszug von TENTE International GmbH aus Köln (HRB 49199). Abgerufen am 11. April 2025.
8. ↑  Handelsregisterauszug von TENTE-ROLLEN GmbH aus Wermelskirchen (HRB 52401). Abgerufen am 11. April 2025.
9. ↑  Hochwertige Rollen & Räder entwickelt in Deutschland. Abgerufen am 11. April 2025 (deutsch).
10. ↑   zur Familie Schulte siehe Jürgen Weise: Schulte. In: Neue Deutsche Biographie (NDB). Band 23, Duncker & Humblot, Berlin 2007, ISBN 978-3-428-11204-3, S. 686 (Digitalisat).
11. ↑  Stephan Singer: Einer der weltgrößten Rollenhersteller: Die Firma „Tente“ feiert ihr 100-jähriges Bestehen. 31. Mai 2023, abgerufen am 15. Mai 2025.
12. ↑  Bestway Casters & Wheels About Us. Abgerufen am 18. Juni 2024 (englisch).
13. ↑  Ankündigung: Weitere Expansion in Kanada. Abgerufen am 18. Juni 2024 (deutsch).
14. ↑  Uwe Vetter: Weltmarktführer aus Wermelskirchen: Tente Rollen strukturiert sich neu. 1. April 2025, abgerufen am 6. Mai 2025.
15. ↑  Sven Schlickowey: Wermelskirchen: Deswegen gründet Tente-Rollen eine neue Firma. 5. Mai 2025, abgerufen am 6. Mai 2025.
16. ↑  Guido Radtke: Weltmarktführer aus Wermelskirchen: Tente-Führung bekommt ein neues Gesicht. 6. Mai 2025, abgerufen am 15. Mai 2025.
17. ↑  Hermann Simon: Hidden Champions - Aufbruch nach Globalia: Die Erfolgsstrategien unbekannter Weltmarktführer. Campus Verlag, 2012. S. 159, 201, 320.
18. ↑  Stephan Singer: Einer der weltgrößten Rollenhersteller: Die Firma „Tente“ feiert ihr 100-jähriges Bestehen. 31. Mai 2023, abgerufen am 6. Mai 2025.
19. ↑  Guido Radtke: Weltmarktführer aus Wermelskirchen: Tente-Führung bekommt ein neues Gesicht. 6. Mai 2025, abgerufen am 6. Mai 2025.

Koordinaten: 51° 7′ 5″ N, 7° 11′ 48,6″ O